# Peumo
Peumo est une ville et une commune du Chili faisant partie de la province de Cachapoal, elle-même rattachée à la Région O'Higgins. En 2012, sa population s'élevait à 14 158 habitants. La superficie de la commune est de 153 km2 (densité de 93 hab./km2). La paroisse de Peumo est fondée en 1763 pour évangéliser les indigènes présents autour d'un établissement minier créé en 1664 par le marquis de Villa Palma exploitant un gisement d'or. Le nom de la commune fait référence à un arbre local à feuillage persistant Cryptocarya alba (nom indigène peumo) qu'on trouve au Chili et en Argentine. Peumo devient officiellement une commune en 1874.
Peumo se trouve dans la Vallée centrale du Chili à environ 130 kilomètres au sud de la capitale Santiago et 40 kilomètres au sud-ouest de Rancagua capitale de la province de Cachapoal. Le territoire de la commune se trouve dans la vallée du rio Cachapoal à une altitude de 170 mètres au pied de collines culminant à environ 700 mètres. L'activité économique est principalement agricole.

Position de Peumo (en rouge) au sein de la Province de Cachapoal.